# John Van Benschoten
John Wesley Van Benschoten (né le 14 avril 1980 à San Diego, Californie, États-Unis) est un ancien lanceur droitier de baseball qui joue avec les Pirates de Pittsburgh en 2004, 2007 et 2008.

## Carrière
John Van Benschoten est le 8e athlète sélectionné au total lors du repêchage amateur de 2001 et est la première sélection des Pirates de Pittsburgh . Il est joueur de premier but et lanceur dans les rangs collégiaux avec Kent State. Les Pirates décident d'en faire un lanceur partant et c'est dans ce rôle qu'il gradue dans les majeures. En 2003 et 2004, il est considéré meilleur joueur d'avenir de la franchise.
Van Benschoten fait ses débuts avec les Pirates le 18 août 2004. Il joue six parties, soit cinq comme partant et une comme lanceur de relève, pour Pittsburgh pendant la saison 2004, remportant une victoire contre trois défaites. Après avoir raté toute la saison 2005 à cause d'une blessure, il revient dans les majeures en 2007 mais perd ses sept décisions sans gagner une seule partie et affiche une moyenne de points mérités de 10,15 en 39 manches lancées.
En 2008, sa fiche victoires-défaites est de 1-3 avec une moyenne de 10,48 en 22 manches et un tiers au monticule pour Pittsburgh.
Il poursuit sa carrière en ligues mineures dans les années suivantes, jouant dans l'organisation des White Sox de Chicago en 2009 et des Yankees de New York en 2010. En 2011, il s'aligne avec le York Revolution, un club de baseball situé à York en Pennsylvanie non affilié à une équipe du baseball majeur. En juillet de cette année-là, il accepte un contrat des Padres de San Diego de la MLB et est assigné à leur club-école de Tucson dans la Ligue de la côte du Pacifique mais ne revient pas dans les majeures.